# Серичи
Серичи — деревня в Оричевском районе Кировской области в составе Мирнинского городского поселения.

## География
Располагается на расстоянии примерно 22 км по прямой на запад-юго-запад от райцентра поселка Оричи.

## История
Известна с 1727 года как деревня Родионовская с 3 дворами, в 1764 году отмечено 37 жителей. В 1873 здесь (деревня Родионовская или Серичи) учтено дворов 12 и жителей 76, в 1905 23 и 142, в 1926 (Серичи или Родионовская ) 29 и 178, в 1950 37 и 120, в 1989 году проживало 19 человек.

## Население
Постоянное население  составляло 5 человек (русские 100%) в 2002 году, 3 в 2010.